# Tumba de Hafez
La tumba de Hafez y su mausoleo conmemorativo asociado, el Hāfezieh (en persa: حافظیه ), son dos estructuras conmemorativas erigidas en el extremo norte de Shiraz, Irán, en memoria del célebre poeta persa Hafez de Shiraz. Las estructuras abiertas del pabellón están situadas en los jardines de Musalla en la orilla norte de un río estacional y albergan la tumba de mármol de Hafez. Los edificios actuales, construidos en 1935 y diseñados por el arquitecto y arqueólogo francés André Godard, se encuentran en el lugar que ocuparon otras edificaciones anteriores, la más conocida de las cuales fue construida en 1773. La tumba, sus jardines y los monumentos circundantes a otros grandes dedicados a otros grandes personajes, son un foco de turismo en Shiraz.

## Historia
Hafez nació en Shiraz el año 1315 y murió allí mismo en 1390. Una figura amada del pueblo iraní, que aprende sus versos de memoria, Hafez fue prominente en su ciudad natal y ocupó el cargo de poeta de la corte.
En su memoria, se erigió en Shiraz, cerca de su tumba en Golgast-e Mosalla, una pequeña estructura con cúpula en 1452 bajo la orden de Babur ibn Baysunkur, un gobernador timúrido. El Golgast-e Mosalla eran jardines —ahora conocidos como Jardines de Musalla— que aparecen en la poesía de Hafiz. Con una superficie de más de 19,000 metros cuadrados, en los jardines también se encontraba uno de los cementerios de Shiraz, y Babur construyó un estanque al mismo tiempo que el monumento. Creyendo que fueron ordenados por los presagios en la poesía de Hafez, tanto Abás el Grande como Nader Shah llevaron a cabo proyectos de restauración por separado en los siguientes 300 años.

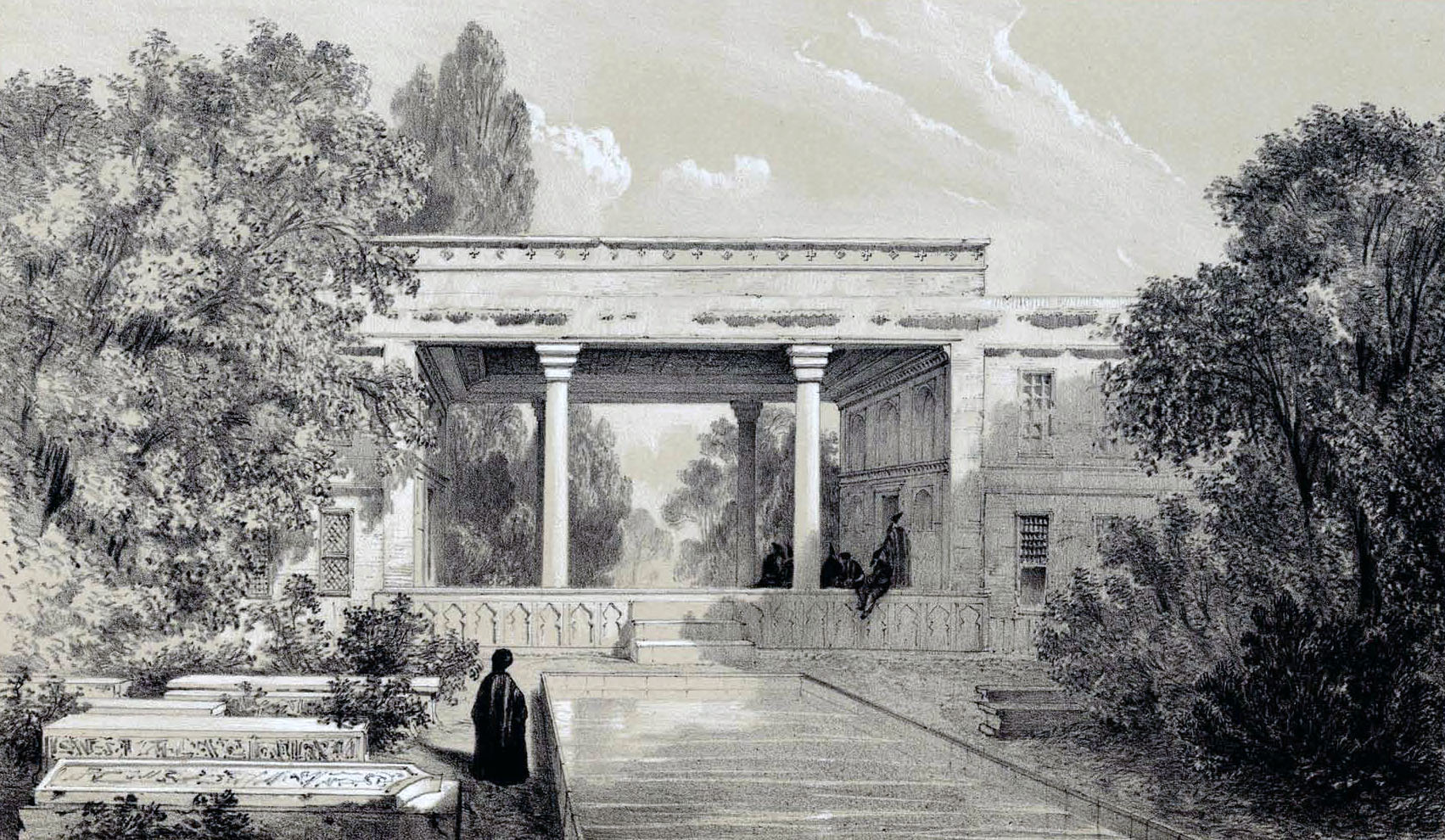
Dibujo de Eugène Flandin, 1840

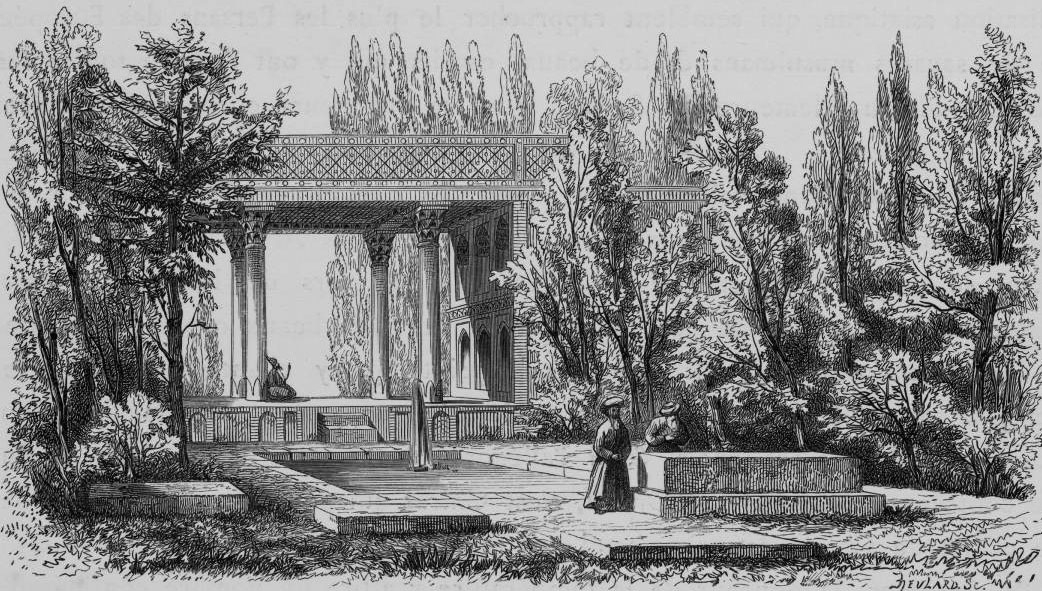
Dibujo de Pascal Coste, 1840

En los jardines se construyó un monumento mucho más sustancial en 1773 durante el reinado de Karim Khan Zand. Situado en la orilla norte del río estacional Rudkhaneye Khoshk en los Jardines de Musalla, el Hāfezieh consistía en cuatro columnas centrales, con dos habitaciones construidas al este y al oeste y con los lados norte y sur abiertos. El edificio dividió los jardines en dos partes, con el naranjal en el frente y el cementerio en la parte posterior. La tumba verdadera estaba fuera de la estructura, en el medio del cementerio, con una losa de mármol colocada sobre la tumba. El mármol fue grabado por un calígrafo con extractos de la poesía de Hafez.
La tumba fue restaurada en 1857 por un gobernador de Fars, y un recinto de madera fue construido alrededor de la tumba en 1878, por otro gobernador de Fars. Después de esto, el sitio se convirtió en un tema de controversia, cuando, en 1899, Ardeshir, un parsi de la India comenzó a construir un santuario alrededor de la tumba de Hafez. Aunque el filántropo parsi había obtenido el permiso de un ulema de Shiraz para construir el santuario de hierro y madera, un doctor en derecho religioso con cierta autoridad en Shiraz, Ali-Akbar Fāl-Asiri, objetó un edificio zoroástrico sobre la tumba de un musulmán. Con sus seguidores, destruyó la construcción que se encontraba a medio construir. La gente de Shiraz protestó por la destrucción y el gobierno ordenó la reconstrucción del monumento, pero Fāl-Asiri se opuso a ellos y declaró que destruiría cualquier edificio levantado allí, aunque fuera erigido por el mismo rey.
El sitio permaneció en ruinas durante dos años, hasta 1901, cuando el príncipe Malek Mansur Mirza Shoa O-Saltaneh colocó una plancha decorativa con inscripción alrededor de la tumba de Hafez. Estaba inscrita con verso y los nombres de donantes.

## Estructura actual

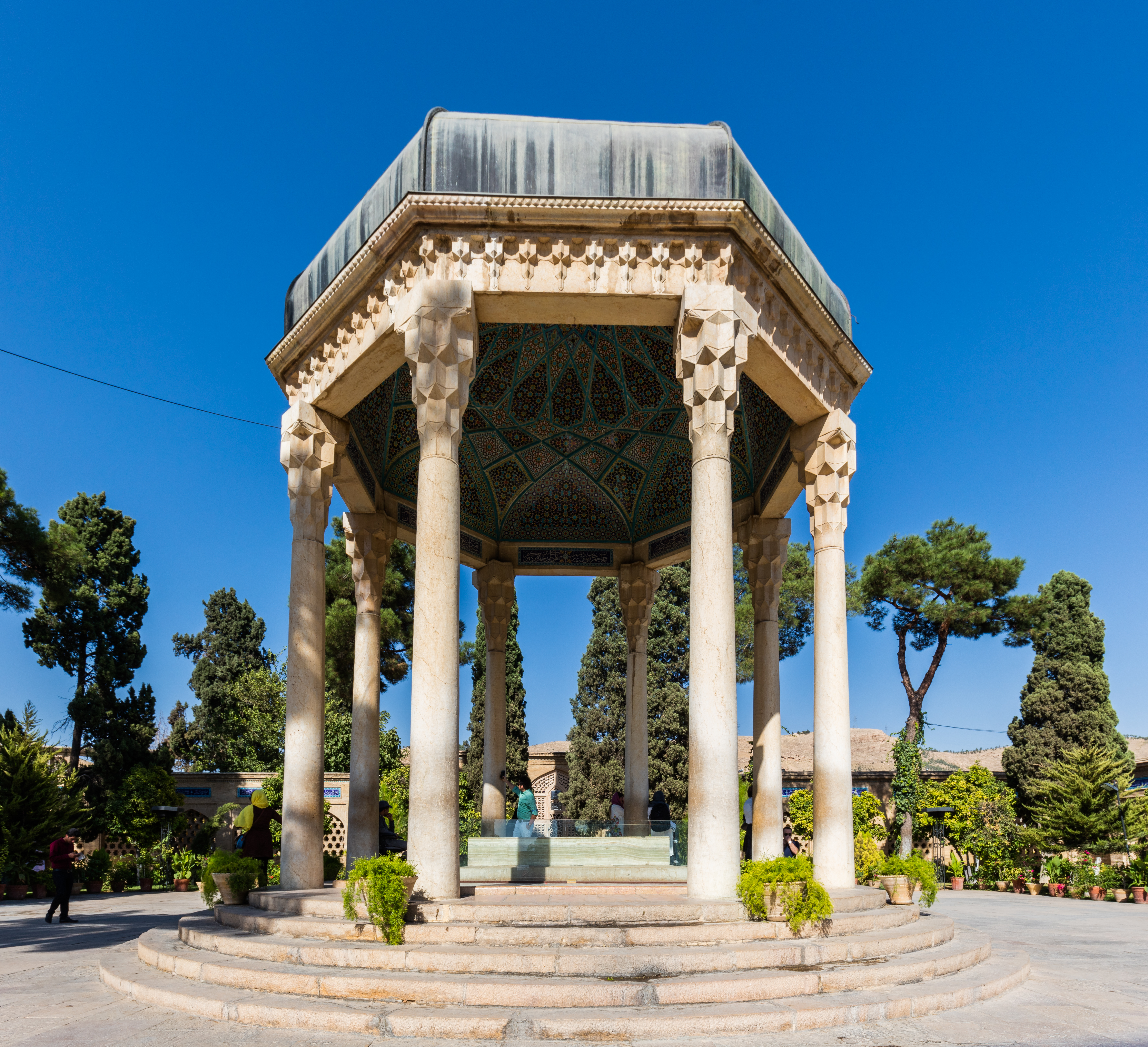
Vista de la tumba de Hafez.

Las actividades para restaurar y ampliar el monumento a Hafez comenzaron en 1931, cuando se reparó el naranjal y el Hāfezieh fue alterado por un gobernador de Fars e Isfahán, Faraj-Allāh Bahrāmi Dabir-e A'ẓam. Se retrasaron las mejoras adicionales hasta que el Ministerio de Educación organizó un nuevo edificio, en 1935. André Godard, arqueólogo y arquitecto francés, director técnico del Departamento de Antigüedades en aquel momento, se le encargó diseñar el nuevo edificio.
Las alteraciones en la tumba de Hafez implicaron elevarla a un metro del nivel del suelo y rodearla con escalones. Ocho columnas, cada una de diez metros de altura, sostienen una cúpula de cobre en forma de sombrero de derviche. La parte inferior de la cúpula la forma un mosaico arabesco y colorido.
Más, así que Hafez ha sido un poeta persa muy popular, muchos dignatarios de Shiraz han deseado enterrar al lado de él, como el arqueólogo iraní Shapur Shahbazi y la familia de Qavam.